# آزادی مذهب در برزیل
آزادی مذهب در برزیل (انگلیسی: Freedom of religion in Brazil) طبق قانون اساسی، یک حق قانونی است و تحت حمایت قانون قرار دارد که به مؤمنان اجازه می‌دهد فارغ از هرگونه محدودیت یا مداخله، آزادانه گردهم جمع شوند و به عبادت بپردازند. در فرهنگ برزیل با مذاهب غیر مرسوم به خوبی مدارا می‌شود.
در سال ۲۰۲۳، این کشور در بخش آزادی ادیان، از مجموع ۴ امتیاز، تمام ۴ امتیاز را کسب کرد، اشاره گردیده بود که گروه‌های مذهبی آفریقایی-برزیلی با خشونت و تبعیض قابل توجه‌ای مواجه شده‌اند.

## نمایه جمعیت
- کلیسای کاتولیک - ۶۴٫۶ درصد
- مسیحیت انجیلی - ۲۲٫۲ درصد
- بی‌دینی - ۸ درصد
- روح‌گرایی - ۲ درصد
- سایر مذاهب - ۳٫۲ درصد